# Frédéric Montagnat
Pas d'image ? Cliquez ici

a Compétitions nationales et continentales officielles uniquement.

Frédéric Montagnat, né le 29 avril 1984, est un joueur français de rugby à XV évoluant au poste de talonneur.
Son frère Pierre-Yves fut aussi professionnel de rugby, au poste d'arrière.

## Clubs successifs
- Villeneuve-de-Marc
- Saint-Jean-de-Bournay
- CS Bourgoin-Jallieu club formateur jusqu'en 2008
- Lyon OU - 2006/2008 (prêt en 2006/07)
- Union Bordeaux Bègles - 2008/2011
- ASVEL Rugby - 2011/2012
- CS Bourgoin-Jallieu - 2012/2016
- Club sportif de Vienne rugby - 2016-

## Palmarès
- International -19 ans : 4 sélections au championnat du monde 2003 en France (au poste de troisième ligne).
- International -21 ans :
  - championnat du monde 2005 en Argentine : 5 sélections, 1 essai (Irlande, Italie, Angleterre, Australie, Nouvelle-Zélande).
  - 8 sélections en 2004-2005.
- International universitaire : 1 sélection en 2005-2006 (angleterre U).